# The banner man
The banner man is een single van Blue Mink. Het is niet afkomstig van een van hun studioalbums, maar het werd in het compactdisctijdperk meegeperst op Our World.
The banner man (Nederlands: vaandeldrager) is een lied dat gekoppeld is aan het Salvation Army. Het is geschreven door onder meer Herbie Flowers, die hier niet alleen basgitaar speelt maar ook tuba, een muziekinstrument waarop hij ook in Skyperiode speelde. Het schrijversduo Roger Cook en Roger Greenaway schreef mee, waarbij Cook als zanger ook deel uitmaakte van Blue Mink. Op de achtergrond is een brassband te horen.
Mind your business, de B-kant werd geschreven door de twee leden Madeline Bell en Alan Parker. Ook dat nummer is niet afkomstig van een album.

## Hitnotering
Samen met Melting pot werd The banner man de grootste hit van Blue Mink in het Verenigd Koninkrijk. Banner man stond veertien weken genoteerd in de UK Singles Chart met als hoogste plaats nummer 3. Zij werden daar van de eerste plaats afgehouden door Middle of the Road met Chirpy chirpy cheep cheep en Tony Christie met I did what I did for Maria.

### Nederlandse Top 40
Deze hitlijst meldde The banner man eerst aan als alarmschijf
| Positie: | 25 | 15 | 12 | 11 | 12 | 13 | 20 | 38 | uit |

### NederlandseDaverende 30
| Positie: | 26 | 15 | 10 | 9 | 10 | 15 | 25 | uit |

### BelgischeBRT Top 30
| Positie: | 29 | 24 | 17 | 16 | 14 | 25 | uit |

### Voorloper VlaamseUltratop 30
| Positie: | 28 | 21 | 19 | 19 | 22 | uit |

### NPO Radio 2 Top 2000
| Nummer met noteringen in de NPO Radio 2 Top 2000 | '02  | '03  |
| ------------------------------------------------ | ---- | ---- |
| The banner man                                   | 1797 | 1946 |

1. ↑  Een vetgedrukt getal geeft de hoogste notering aan.
2. ↑  2002 was het eerste jaar met een notering voor dit nummer.
3. ↑  Deze tabel is bijgewerkt tot en met de laatste editie (2024).